# Mesut Özil
Mesut Özil (Gelsenkirchen, 15 de outubro de 1988) é um ex-futebolista alemão de origem turca que atuava como meio-campista.[carece de fontes?]
Filho de pais turcos, Özil foi cidadão turco até a adolescência, quando optou pela carreira na seleção alemã de futebol e pela cidadania do país onde nasceu – como a lei da Alemanha não permite dupla cidadania, o jogador foi obrigado a entregar seu passaporte turco no consulado do país em 2007 para jogar pela seleção alemã.
O meio-campista jogou um total de 92 partidas internacionais pela Alemanha e se tornou campeão mundial no Brasil em 2014. Em 2018, ele renunciou à seleção após uma polêmica sobre uma foto com o presidente turco Recep Tayyip Erdoğan.

## Clubes

### Início
Passou por vários clubes como DJK Westphalia 04, Schalke-Nord, Teutonia DJK e DJK Falke todos de Gelsenkirchen durante sua infância, e aos 12 anos de idade chegou ao Rot-Weiss Essen onde ficou por cinco anos.

### Schalke 04
Em 2005, mudou-se para o time juvenil do Schalke 04, onde conquistou o Campeonato Alemão de Juniores em 2006, logo depois da conquista ele chamou a atenção do time principal. Depois de passar pelo time juvenil ele foi promovido para o time principal, após iniciar um jogo como meia ofensivo no lugar do suspenso Lincoln em jogos válidos pela Bundesliga contra Bayer Leverkusen e Bayern de Munique. Nessas duas partidas Özil encantou os torcedores e a mídia, e chegou à equipe principal, onde ele se destacou. Ele foi descrito pelo clube como "a nossa grande revelaçao". Pelo Schalke 04, Özil jogou 19 partidas na Bundesliga, e na Liga dos Campeões da UEFA, Özil jogou quatro partidas pelo Schalke 04, Özil marcou seu primeiro gol pelo Schalke 04 na Copa da Alemanha. Depois de sua segunda temporada pelo Schalke 04, Özil acabou se desentendendo com a diretoria do clube e transferiu-se para o Werder Bremen, em janeiro de 2008. Özil teve um total de 37 jogos, 1 gol e 5 assistências jogando pelo Schalke 04.

### Werder Bremen

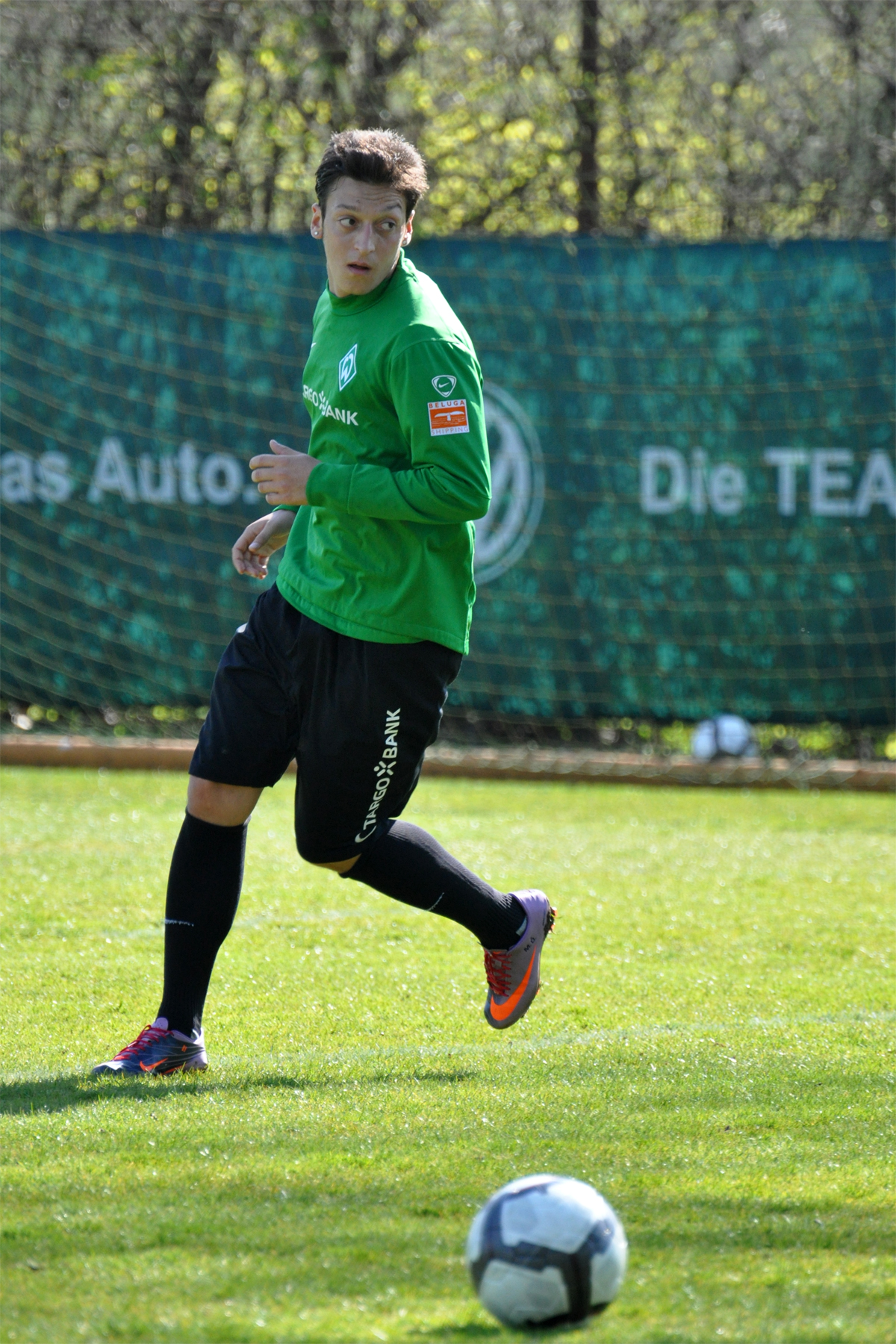
Mesut Özil treinando pelo Werder Bremen.

Em 31 de janeiro de 2008, Özil mudou-se para o Werder Bremen por cerca de 4,3 milhões de euros, assinando um contrato com o clube alemão até 30 de junho de 2011.[carece de fontes?] No Werder Bremen ele encontrou sou ex-companheiro de equipe Sebastian Boenisch. No começo ele concorria com Diego para ser titular. Özil começou a jogar suas partidas com grandes exibições e até marcou o seu primeiro gol de sua carreira na Bundesliga. Depois de grandes exibições, ele formou uma dupla com o brasileiro Diego. Depois de algumas rodadas da Bundesliga, Özil teve que enfrentar seu ex-clube o Schalke 04, e nesta partida ele também teve uma grande atuação. Na sua primeira temporada em seu novo clube, Özil entrou no lugar do brasileiro Diego em uma vitória por 1-0 sobre o Bayer Leverkusen, pela Copa da Alemanha, em Berlim.
Mesut Özil também se destacou nos torneios continentais, fixando-se como o grande nome do Werder Bremen na campanha até a final da Copa da UEFA (atual Liga Europa). Na final, os alemães terminaram derrotados pelo Shakhtar Donetsk. Apesar do Werder Bremen não ter obtido o mesmo êxito na Bundesliga daquela temporada, acabando por terminar em um decepcionante décimo lugar, Özil conseguiu fazer um impacto significativo na maioria dos jogos e terminou com 3 gols e 12 assistências no campeonato. Em sua segunda temporada completa em Bremen, ajudou o Werder Bremen a terminar num terceiro lugar, sendo o autor 9 gols e 13 assistências, depois de se tornar um dos melhores jogadores do Werder Bremen e da Seleção Alemã, Özil transferiu-se para o Real Madrid. No total, Mesut Özil participou de 108 jogos pelo Werder Bremen, marcou 15 gols e deu 46 assistências. Neste clube ele ganhou dois prêmios de melhor jogador da Bundesliga do mês e também participou duas vezes da seleção da Bundesliga. Na temporada de 2008–09 ele foi eleito o melhor jogador da metade da Bundesliga.

### Real Madrid

#### 2010–11

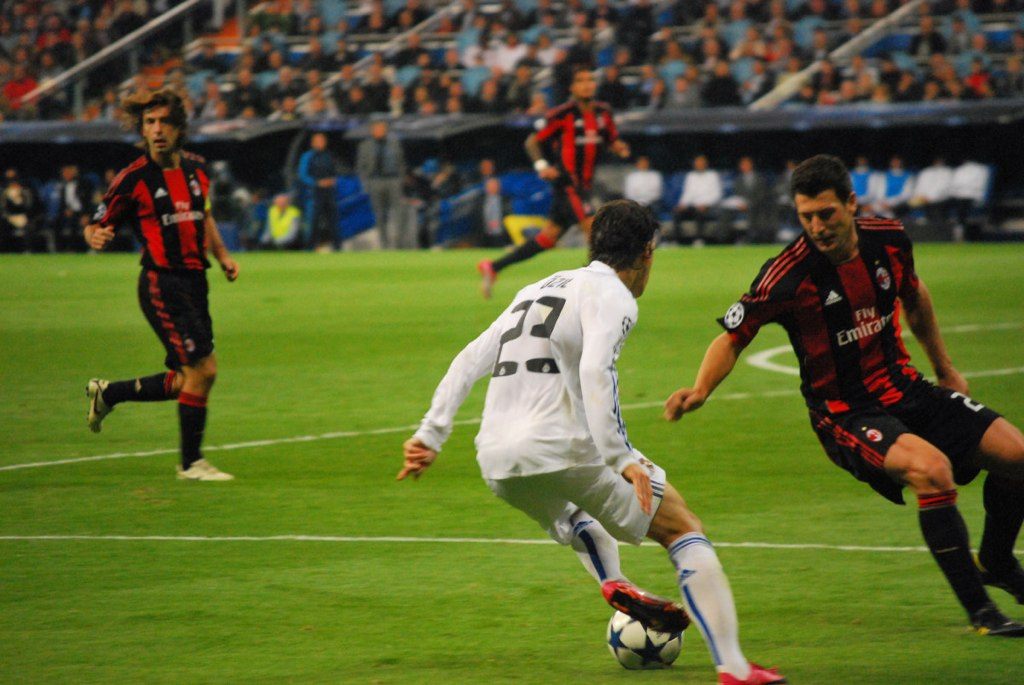
Mesut Özil e Daniele Bonera durante a partida entre Real Madrid e Milan, na Liga dos Campeões da UEFA em 2010–11.

Mesut Özil agora era destaque internacional, e após uma excelente Copa do Mundo de 2010 com a Seleção Alemã, ele garantiu seu lugar entre os jovens talentos mais prestigiados do futebol europeu. Em 17 de agosto de 2010 o Sportverein Werder Bremen negociou a transferência de Özil com o Real Madrid que estava carente de um bom meia desde a lesão do brasileiro Kaká, anunciando que tinha chegado a um acordo com o clube merengue sem revelar a taxa de transferência. Após assinar com o Real Madrid por seis temporadas, o clube merengue colocou uma cláusula milionária de 250 milhões de euros.
Estreou apenas cinco dias depois, em 22 de agosto, num amistoso contra o Hércules, vencido pelo Real Madrid por 3-1. Os números da camiseta de Özil, foram alteradas muitas vezes antes do início da temporada, foi-lhe dado o número 26 na pré-temporada e o número 19 para a sua estreia. Mas após a transferência de Rafael van der Vaart para o Tottenham Hotspur, foi dado a Özil o número 23. Poucos dias depois, fez sua estreia na La Liga, substituindo Ángel di María, aos 62 minutos contra o Mallorca, partida que terminou em 0-0. Pela Champions League, estreou no dia 15 de setembro, ajudando num dos gols contra o Ajax, com sua primeira assistência, após cruzar a bola, resultando num gol de Gonzalo Higuaín. Neste jogo, Özil teve uma atuação destacável, sendo elogiado pela mídia, fãs e jogadores:
| “ | É um daqueles jogadores especiais que encontras muito de vez em quando. Tem o dom do toque em espaços curtos que o torna num jogador especial. | ” |

#### 2011–12
Com a carência da equipe no setor, Özil rapidamente firmou-se entre os titulares, arrancando aplausos em seus dois primeiros jogos como titular no Santiago Bernabéu, casa do Real Madrid. Seu primeiro gol veio em um jogo contra o Deportivo La Coruña, em 3 de outubro de 2010, na expressiva vitória por 6-1 do clube merengue. O primeiro gol de Özil na Liga dos Campeões da UEFA pelo Real Madrid saiu aos 14 minutos do primeiro tempo no jogo contra o Milan, em 19 de outubro. Em 22 de dezembro, ele fez sua estréia na Copa del Rey, marcando uma vez na vitória de 8-0 sobre o Levante tendo uma atuação excepcional. Ele marcou dois outros gols em jogos pela La Liga, um contra o Racing Santander e outro numa cobrança de falta, que bateu o goleiro David De Gea, do Atlético de Madrid. Em 6 de março de 2011, depois de fornecer duas assistências na vitória por 3-1 sobre o Racing Santander, Özil foi muito elogiado pela mídia e fãs graças ao seu desempenho em campo, Guti ex-jogador do Real Madrid elogiou Özil depois da vitória sobre o Racing dizendo que Özil é o verdadeiro craque do Real Madrid, consolidando assim a sua temporada 2010–11. Ele terminou sua temporada 2010–11 com 25 assistências, o mais elevado para qualquer jogador em qualquer competição europeia principal nessa temporada.[carece de fontes?]
| “ | Mesut tem uma mentalidade muito alemã em relação à disciplina, respeito, sua vontade de aprender e o jeito que ele e outros jogadores trabalham juntos, por outro lado, da parte turca de sua mentalidade, um pouco de criatividade, dinamismo e técnica. | ” |

Na temporada 2011-12 Mesut Özil se tornou o número 10 devido às suas grandes atuações da temporada passada. José Mourinho colocou Özil como seu principal organizador de jogo. No primeiro jogo da final da Super Copa da Espanha em 14 de agosto de 2011 Özil fez seu primeiro gol contra o Barcelona, mas na segunda partida entre ambas equipes, Özil foi expulso no último minuto do segundo tempo, após uma briga com David Villa. Özil fez seu primeiro gol nesta temporada na Liga dos Campeões da UEFA na partida contra o Dínamo Zagreb na vitória por 6 a 2. E pela La Liga.

#### 2012–13
Nesta temporada Özil expressou seu desejo de terminar sua carreira pelo Real Madrid na entrevista à revista alemã Kicker, dizendo: "Eu gostaria de encerrar minha carreira no Real Madrid. Eu sei que vai ser difícil porque eu tenho muitos mais anos pela frente e muitos jogadores jovens e bons estão surgindo, mas eu quero ser parte desse futuro. Eu sei que eu sou capaz e eu estou convencido de que eu vou ficar no Real Madrid por muitos anos ". No dia 3 de janeiro, Özil foi eleito o 4° melhor meia de criação do mundo pelo IFFHS.[carece de fontes?]

### Arsenal

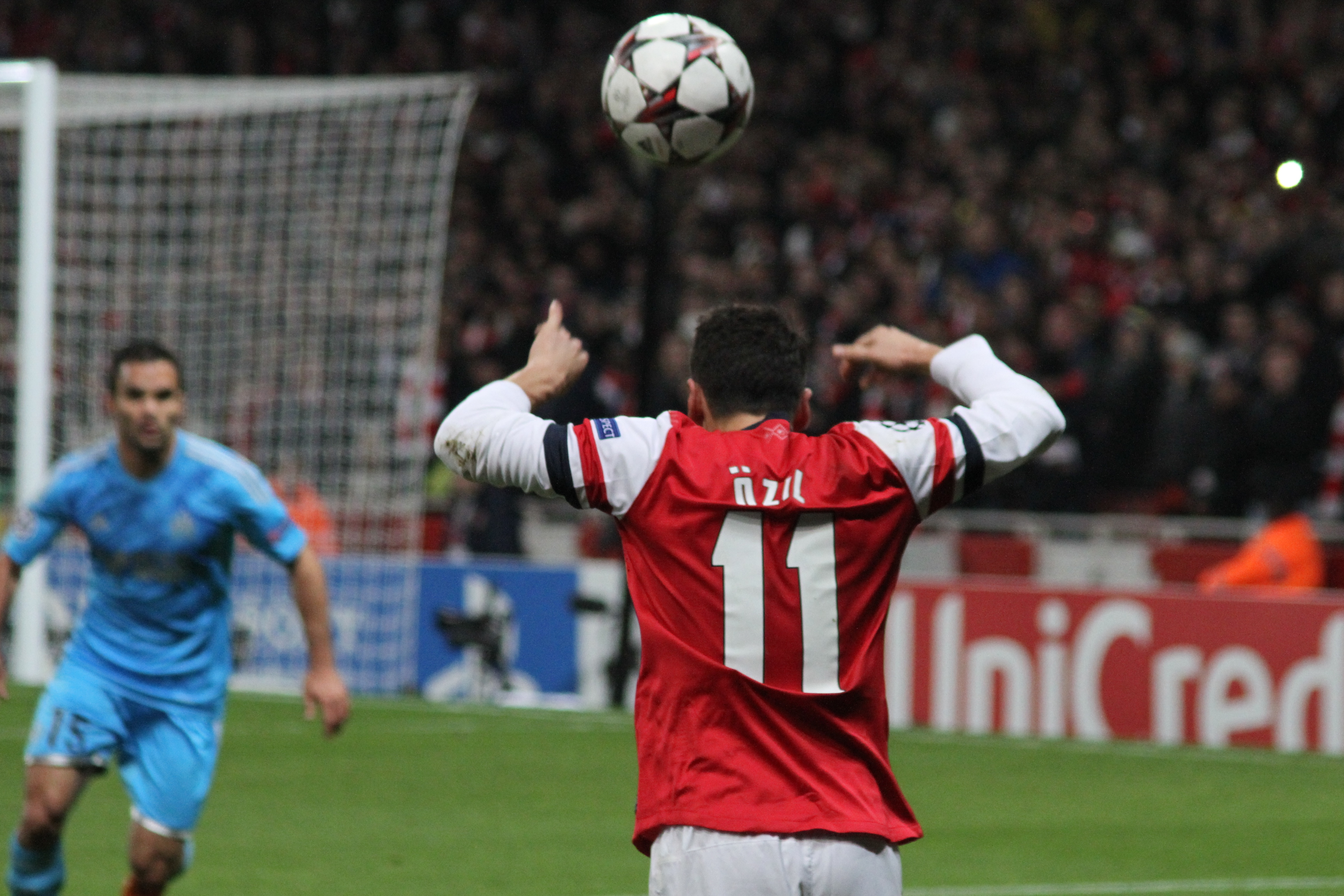
Mesut Özil atuando pelo Arsenal.

Restando algumas horas para o fim da janela de transferência, em 2 de setembro de 2013, o Arsenal confirmou oficialmente a contratação de Özil, por um valor recorde do clube. O custo da transação e o prazo do contrato não foram revelados. Ele utilizou o uniforme número 11.
Diante do Napoli, Özil marcou seu primeiro gol pelos Gunners na vitória por 2 a 0, em partida válida pela Liga dos Campeões.
As duas primeiras temporadas de Özil no Arsenal foram de altos e baixos. Arsène Wenger justificou as oscilações no rendimento alegando que Özil juntou-se muito tarde à equipe, em 2013, sem qualquer preparação. Em 2014 voltou exausto da Copa do Mundo de 2014 e se lesionou por quatro meses.
Esteve em grande forma durante a temporada 2015–16, em que registrou 19 passes para gol durante a Premier League. Enfim, o meia conseguiu se firmar na equipe, correspondendo às expectativas de Wenger, e se transformando em um dos principais jogadores da equipe.
Já pela temporada 2016–17, fez um gol espetacular contra o Ludogorets na fase de grupos da Liga dos Campeões da UEFA ( jogo de volta): após receber um lançamento, Özil deu um chapéu no goleiro, fingiu um chute deixando 2 zagueiros no chão e estufou a bola para o fundo das redes, dando a vitória do Arsenal por 3-2. Foi peça fundamental nas conquistas daCopa da Inglaterra e da Supercopa de 2017, ambas contra o Chelsea.
No dia 31 de janeiro de 2018, o clube londrino renovou o contrato do meia alemão por mais três anos e meio, encerrando assim rumores sobre sua saída dos Gunners. Com esse novo vínculo, Özil se torna o jogador mais bem pago da história do Arsenal.
No início da primeira temporada com Unai Emery, Özil chegou a ser preterido pelo técnico, ficando de fora de muitos jogos e não sendo nem relacionado. Entretanto, o meia retornou a equipe titular e agradou ao técnico com boas atuações. Foi uma peça chave na campanha que levou o clube para a final da UEFA Europa League de 2018–19.

### Fenerbahçe
Em 27 de janeiro de 2021, Özil se transferiu para o Fenerbahçe, da Turquia. Ele entrou como agente livre depois que seu contrato com o Arsenal foi rescindido, embora os termos financeiros não tenham sido revelados, Özil assinou um contrato de três anos e meio com 5 milhões de euros por temporada, e recebeu um bônus de assinatura de 3 milhões de euros. Ele fez sua estreia na Süper Lig pelo Fenerbahçe como substituto de Mame Thiam aos 77 minutos contra o Hatayspor, que o Fenerbahçe venceu por 2–1,no dia 2 de fevereiro de 2021. Já em 15 de agosto, ele marcou seu primeiro gol pelo clube na vitória por 1–0 fora de casa contra o Adana Demirspor, também capitaneando o time pela primeira vez.
Em 13 de julho de 2022, rescindiu seu contrato com o Fenerbahçe. Ele fez 37 jogos e marcou 9 golos nesse período.[carece de fontes?]

### Basaksehir
Em 14 de julho de 2022, Özil assinou um contrato de um ano com opção por um ano adicional com İstanbul Başakşehir. No dia  21 de agosto de 2022, ele fez sua estreia pelo İstanbul Başakşehir em um jogo da Süper Lig contra o Kayserispor, como substituto de Berkay Özcan aos 80 minutos, em que o İstanbul Başakşehir venceu por 2–0.
Özil não teve muito brilho e entrou em campo apenas sete vezes pelo Basaksehir. Em 08 de fevereiro de 2023, ele anunciou sua saída do clube.
No dia 23 de março de 2023, Özil anunciou sua aposentadoria do futebol.
| “                                    | Depois de uma longa consideração, estou anunciando minha aposentadoria do futebol. Tive o privilégio de ser um jogador por quase 17 anos e me sinto incrivelmente grato pela oportunidade. Mas nas semanas e meses recentes, convivi com algumas lesões, o que me mostrou que era hora de deixar o grande palco do futebol. Foi uma jornada inesquecível com momentos e emoções especiais, mas agora estou ansioso para saber o que vem pela frente com minha família. Vejo vocês em breve! | ” |
| — Özil, em postagem no seu Instagram | |   |

## Seleção Alemã

### Base
Özil foi relativamente tarde para a equipe nacional júnior. Em setembro de 1998, ele foi chamado para a seleção alemã de futebol Sub-19 comandada pelo treinador Frank Engel. Fez sua estreia internacional, e em seguida, em 5 de setembro de 2006 em uma vitória fora de casa por 1-0 sobre a Seleção Austríaca. Em 21 de março de 2007 ele marcou seu gol na vitória por 2-0 sobre a Geórgia, seu primeiro gol internacional. Özil também pertencia ao time alemão no Campeonato Europeu Sub-19 na Áustria em 2007. Lá ele marcou nos dois primeiros jogos do grupo contra as seleções da Rússia e da França. Özil fez um total de 11 partidas e 4 gols pela seleção alemã sub-19. Com 18 anos Mesut foi chamado em setembro de 2007 pelo ex-treinador da Seleção Alemã de Futebol sub-21 Dieter Eilts pela equipe sub-21. Mesut em seguida, conseguiu em seu jogo de estreia uma vitória fora de casa por 3-0 sobre a Seleção Norte-Irlandesa em 7 de setembro de 2007.
Seu maior sucesso até agora pela seleção alemã foi a conquista do Campeonato Europeu de Futebol Sub-21 em 2009 na Suécia, comandada por Horst Hrubesch. Nas finais Özil foi fundamental para a vitória por 4-0 da Alemanha contra a Inglaterra. Özil marcou 2 gols na final contra os ingleses e foi eleito o melhor jogador do jogo.

### Principal
Após tornar-se destaque no Sub-21, Özil recebeu sua primeira convocação para a Seleção Alemã principal em fevereiro de 2009, debutando num amistoso contra a Noruega. Depois de sair bem em amistosos pela Seleção Alemã, Özil foi chamado para as Eliminatórias da Copa do Mundo FIFA de 2010 - Europa (Grupo 4). Rapidamente tornou-se uma das principais peças da nova geração de jogadores da Alemanha.
Em 2 de setembro de 2011, coroou a boa fase com dois gols frente a Áustria, em partida válida pelas eliminatórias da Euro 2012, resultado que garantiu a Alemanha na Eurocopa. Nas eliminatórias da Euro 2012, Özil fez 5 cinco gols e deu 7 assistências.[carece de fontes?]

### Copa do Mundo de 2010
Özil foi titular da Seleção Alemã na Copa do Mundo na África do Sul. Marcou seu primeiro e único gol na vitória da Alemanha contra Gana na fase final de grupo. Chegou a ser indicado ao FIFA Ballon d'Or de 2010.

### Euro 2012

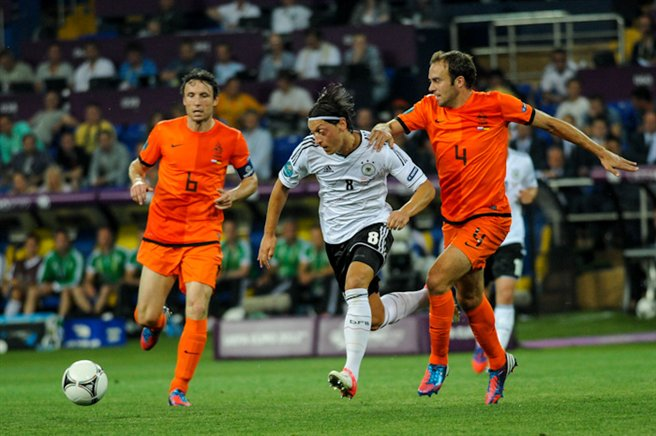
Özil na Eurocopa de 2012 contra a Holanda, partida em que sua equipe venceu por 2 a 1.

Özil foi um dos principais jogadores da Alemanha na qualificação para a Euro 2012. Com exceção das anfitriãs Polônia e Ucrânia, a Alemanha foi a primeira seleção a garantir sua vaga no torneio, e Mesut marcou cinco vezes durante a campanha alemã, que venceu todos os seus 10 jogos das eliminatórias, fato inédito em toda a história. Forneceu sete assistências, mais do que qualquer jogador durante a qualificação para a Euro. Marcou o seu único gol na semi-final da Eurocopa contra a Itália na derrota por 2 a 1. Terminou a campanha na semi-final após vencer todos os jogos na fase de grupos contra Portugal, Dinamarca e Holanda.

### Copa do Mundo de 2014

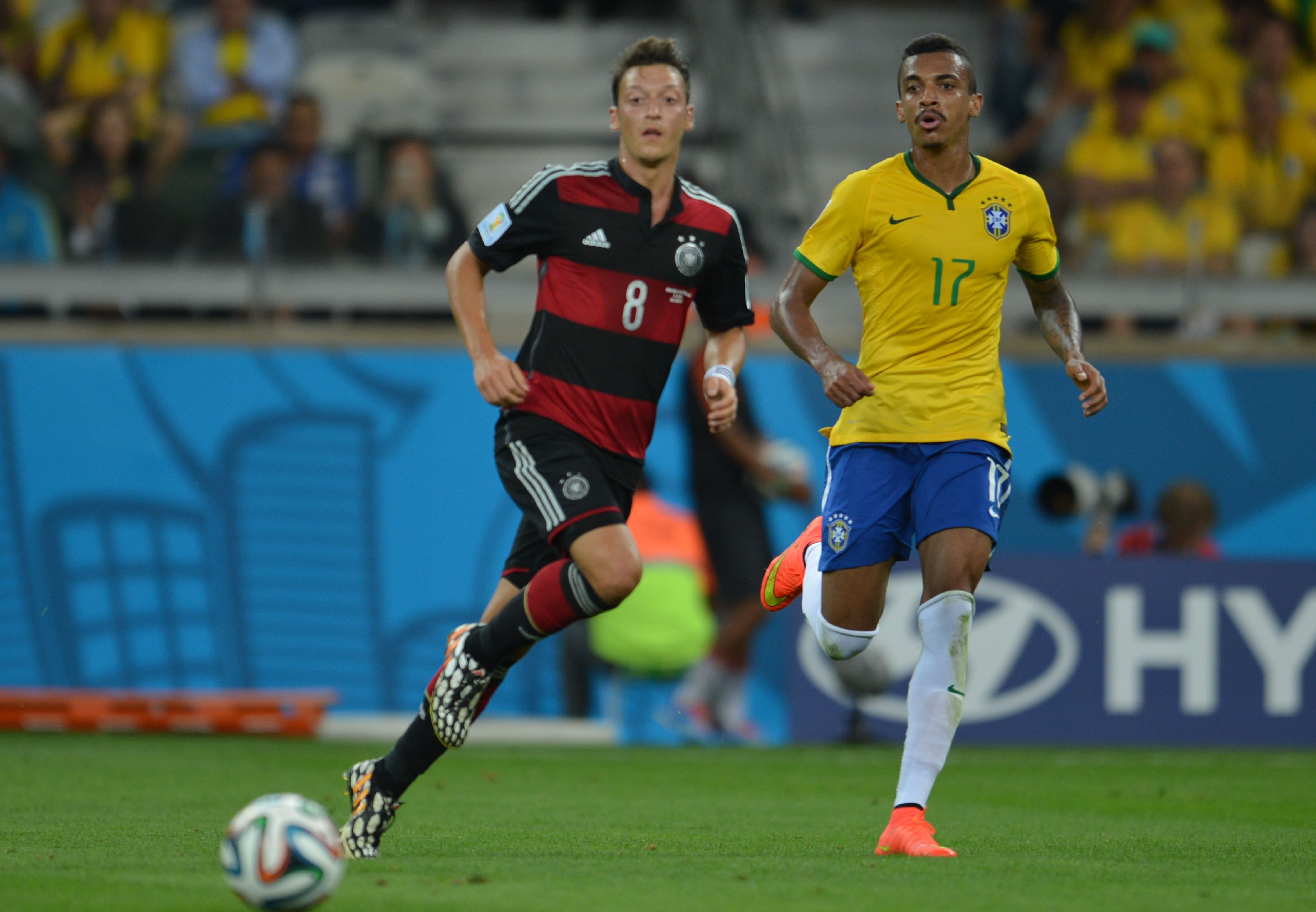
Özil na Copa do Mundo de 2014, na vitória histórica por 7 a 1 contra o Brasil.

Foi titular em toda a campanha da seleção alemã na Copa do Mundo de 2014, sagrando-se tetracampeão mundial. Marcou um gol contra a Argélia nas oitavas-de-final.
Deu assistência para um dos gols marcados por Thomas Müller na vitória expressiva sobre Portugal por 4x0 na partida de estreia no mundial. Também deu passe para Khedira marcar o quinto gol da goleada sobre o Brasil por 7x1 em partida válida pela semifinal no Estádio Mineirão.

### Copa do Mundo de 2018
Özil foi convocado para a disputa da Copa do Mundo de 2018 pelo técnico Joachim Löw. No dia 17 de junho, o meia alemão foi titular em partida válida pela fase de grupos da competição em que sua seleção acabou derrotada para o México por 1-0. Com a eliminação da Alemanha da Copa do Mundo, o jogador alemão foi criticado e julgado como um dos culpados pela fatídica saída da equipe alemã do torneio.

### Aposentadoria na Seleção Alemã
Em 22 de julho de 2018, anunciou sua aposentadoria da Seleção Alemã por questões politicas.

## Filantropia
Özil doou mais de US$ 400 mil do prêmio que recebeu por ter conquistado com o time alemão a Copa do Mundo FIFA de 2014 para 23 crianças brasileiras que precisavam de cirurgia. Ele já havia feito o mesmo a 11 crianças brasileiras, mas elevou o número para 23.
Em agosto de 2018, o meia alemão usou seu Twitter para anunciar a parceria junto a uma agência de E-Sports que tem como objetivo representa-lo nos mais variados campeonatos (nacionais e internacionais) de FIFA e League of Legends.

## Vida pessoal
Seus antepassados são Devrek Zonguldak do norte da Turquia. Ele é um muçulmano praticante e antifa. Ele recita o Alcorão antes e depois de suas partidas. Na entrevista com o diário Der Tagesspiegel de Berlim, Özil disse: "Eu sempre faço isso antes das partidas acabarem. Eu oro e meus companheiros sabem que não podem falar comigo durante esse breve período". O seu maior ídolo no futebol é o ex-futebolista francês Zinédine Zidane.
De 2009 a 2010, Özil namorou Anna Maria Lagerblom, irmã da cantora alemã  Sarah Connor. Mais tarde, entre o final de 2012 e 2014 namorou a cantora Mandy Capristo. O casal voltou a estar junto em 2015 mas depressa rompeu novamente a relação. Desde 2010, ele mantém uma relação de amizade com o presidente da Turquia Recep Tayyip Erdogan, o que fez inclusive a Adidas e a Mercedes-Benz, suas maiores patrocinadoras, cancelarem seu contrato com o jogador. Em 2018, Özil anunciou publicamente o seu noivado com a atriz e modelo turca Amine Gülse. O par se casou em 2019, com o presidente turco sendo o padrinho a convite do jogador, e teve sua primeira filha, Eda, em Março de 2020.

## Estatísticas
Atualizadas até 27 de maio de 2017.

### Clubes
| Clube               | Temporada      | Liga  | Liga | Liga    | Copa↑ | Copa↑ | Copa↑   | Competições europeias | Competições europeias | Competições europeias | Total | Total | Total   |
| Clube               | Temporada      | Jogos | Gols | Assist. | Jogos | Gols  | Assist. | Jogos                 | Gols                  | Assist.               | Jogos | Gols  | Assist. |
| ------------------- | -------------- | ----- | ---- | ------- | ----- | ----- | ------- | --------------------- | --------------------- | --------------------- | ----- | ----- | ------- |
| Schalke 04          | 2006–07        | 19    | 0    | 1       | 1     | 0     | 0       | 1                     | 0                     | 0                     | 21    | 0     | 1       |
| Schalke 04          | 2007–08        | 11    | 0    | 4       | 1     | 1     | 0       | 4                     | 0                     | 0                     | 16    | 1     | 4       |
| Total               | Total          | 30    | 0    | 5       | 2     | 1     | 0       | 5                     | 0                     | 0                     | 37    | 1     | 5       |
| Werder Bremen       | 2007–08        | 12    | 1    | 1       | 0     | 0     | 0       | 2                     | 0                     | 0                     | 14    | 1     | 1       |
| Werder Bremen       | 2008–09        | 28    | 3    | 12      | 5     | 2     | 1       | 14                    | 0                     | 6                     | 47    | 5     | 19      |
| Werder Bremen       | 2009–10        | 31    | 9    | 13      | 5     | 0     | 2       | 10                    | 1                     | 10                    | 46    | 10    | 25      |
| Werder Bremen       | 2010–11        | 0     | 0    | 0       | 1     | 0     | 1       | 0                     | 0                     | 0                     | 1     | 0     | 1       |
| Total               | Total          | 71    | 13   | 26      | 11    | 2     | 4       | 26                    | 1                     | 16                    | 108   | 16    | 46      |
| Real Madrid         | 2010–11        | 36    | 6    | 17      | 6     | 3     | 1       | 11                    | 1                     | 7                     | 53    | 10    | 25      |
| Real Madrid         | 2011–12        | 35    | 4    | 17      | 7     | 1     | 4       | 10                    | 2                     | 3                     | 52    | 7     | 24      |
| Real Madrid         | 2012–13        | 32    | 9    | 13      | 10    | 0     | 5       | 10                    | 1                     | 4                     | 52    | 10    | 22      |
| Real Madrid         | 2013–14        | 2     | 0    | 0       | 0     | 0     | 0       | 0                     | 0                     | 0                     | 2     | 0     | 0       |
| Total               | Total          | 105   | 19   | 47      | 23    | 4     | 10      | 31                    | 4                     | 14                    | 159   | 27    | 71      |
| Arsenal             | 2013–14        | 26    | 5    | 9       | 6     | 1     | 2       | 8                     | 1                     | 2                     | 40    | 7     | 13      |
| Arsenal             | 2014–15        | 22    | 4    | 5       | 5     | 1     | 2       | 5                     | 0                     | 1                     | 32    | 5     | 8       |
| Arsenal             | 2015–16        | 35    | 6    | 19      | 2     | 0     | 1       | 8                     | 2                     | 0                     | 45    | 8     | 20      |
| Arsenal             | 2016–17        | 33    | 8    | 9       | 3     | 0     | 1       | 8                     | 4                     | 3                     | 44    | 12    | 13      |
| Arsenal             | 2017–18        | 26    | 4    | 8       | 3     | 0     | 0       | 7                     | 1                     | 4                     | 36    | 5     | 12      |
| Arsenal             | 2018–19        | 24    | 5    | 2       | 1     | 0     | 0       | 10                    | 1                     | 1                     | 35    | 6     | 3       |
| Arsenal             | 2019–20        | 18    | 1    | 1       | 3     | 0     | 1       | 2                     | 0                     | 0                     | 23    | 1     | 2       |
| Total               | Total          | 184   | 33   | 53      | 23    | 2     | 7       | 48                    | 8                     | 11                    | 255   | 44    | 71      |
| Fenerbahçe          | 2020–21        | 10    | 0    | 1       | 1     | 0     | 0       | –                     | –                     | –                     | 11    | 0     | 1       |
| Fenerbahçe          | 2021–22        | 22    | 8    | 2       | 0     | 0     | 0       | 4                     | 1                     | 0                     | 26    | 9     | 2       |
| Total               | Total          | 32    | 8    | 3       | 1     | 0     | 0       | 4                     | 1                     | 0                     | 37    | 9     | 3       |
| İstanbul Başakşehir | 2022–23        | 1     | 0    | 0       | 0     | 0     | 0       | 2                     | 0                     | 0                     | 3     | 0     | 0       |
| Total               | Total          | 1     | 0    | 0       | 0     | 0     | 0       | 0                     | 0                     | 0                     | 3     | 0     | 0       |
| Total Carreira      | Total Carreira | 423   | 73   | 134     | 60    | 9     | 21      | 116                   | 14                    | 40                    | 599   | 97    | 196     |

Nota
↑  – Jogos, gols e assistências tanto pelas Copas ou Supercopas.

### Seleção nacional
| #   | Data                   | Local                      | Adversário    | Placar | Resultado | Competição                                                |
| --- | ---------------------- | -------------------------- | ------------- | ------ | --------- | --------------------------------------------------------- |
| 1.  | 5 de setembro de 2009  | Leverkusen, Alemanha       | África do Sul | 2–0    | 2–0       | Amistoso                                                  |
| 2.  | 23 de junho de 2010    | Joanesburgo, África do Sul | Gana          | 1–0    | 1–0       | Copa do Mundo de 2010                                     |
| 3.  | 8 de outubro de 2010   | Berlim, Alemanha           | Turquia       | 2–0    | 3–0       | Eliminatórias da Eurocopa 2012                            |
| 4.  | 7 de junho de 2011     | Baku, Azerbaijão           | Azerbaijão    | 0–1    | 1–3       | Eliminatórias da Eurocopa 2012                            |
| 5.  | 2 de setembro de 2011  | Gelsenkirchen, Alemanha    | Áustria       | 2–0    | 6–2       | Eliminatórias da Eurocopa 2012                            |
| 6.  | 2 de setembro de 2011  | Gelsenkirchen, Alemanha    | Áustria       | 4–1    | 6–2       | Eliminatórias da Eurocopa 2012                            |
| 7.  | 11 de outubro de 2011  | Düsseldorf, Alemanha       | Bélgica       | 1–0    | 3–1       | Eliminatórias da Eurocopa 2012                            |
| 8.  | 15 de novembro de 2011 | Hamburgo, Alemanha         | Países Baixos | 3–0    | 3–0       | Amistoso                                                  |
| 9.  | 28 de junho de 2012    | Varsóvia, Polônia          | Itália        | 1–2    | 1–2       | Eurocopa 2012                                             |
| 10. | 7 de setembro de 2012  | Hanôver, Alemanha          | Ilhas Faroé   | 2–0    | 3–0       | Eliminatórias da Copa do Mundo de 2014 - Europa (Grupo C) |
| 11. | 7 de setembro de 2012  | Hanôver, Alemanha          | Ilhas Faroé   | 3–0    | 3–0       | Eliminatórias da Copa do Mundo de 2014 - Europa (Grupo C) |
| 12. | 11 de setembro de 2012 | Viena, Áustria             | Áustria       | 2–0    | 2–1       | Eliminatórias da Copa do Mundo de 2014 - Europa (Grupo C) |
| 13. | 12 de outubro de 2012  | Dublin, Irlanda            | Irlanda       | 3–1    | 6–1       | Eliminatórias da Copa do Mundo de 2014 - Europa (Grupo C) |
| 14. | 16 de outubro de 2012  | Berlim, Alemanha           | Suécia        | 4–0    | 4–4       | Eliminatórias da Copa do Mundo de 2014 - Europa (Grupo C) |
| 15. | 10 de setembro de 2013 | Tórshavn, Ilhas Faroé      | Ilhas Faroé   | 2–0    | 3–0       | Eliminatórias da Copa do Mundo de 2014 - Europa (Grupo C) |
| 16. | 11 de outubro de 2013  | Colônia, Alemanha          | Irlanda       | 3–0    | 3–0       | Eliminatórias da Copa do Mundo de 2014 - Europa (Grupo C) |
| 17. | 15 de outubro de 2013  | Solna, Suécia              | Suécia        | 1–2    | 5–3       | Eliminatórias da Copa do Mundo de 2014 - Europa (Grupo C) |
| 18. | 30 de junho de 2014    | Porto Alegre, Brasil       | Argélia       | 2–0    | 2–1       | Copa do Mundo de 2014                                     |
| 19. | 29 de março de 2016    | Munique, Alemanha          | Itália        | 4–0    | 4–1       | Amistoso                                                  |
| 20. | 2 de julho de 2016     | Bordeaux, França           | Itália        | 1–0    | 1–1       | Eurocopa 2016                                             |
| 21. | 31 de agosto de 2016   | Mönchengladbach, Alemanha  | Finlândia     | 2–0    | 2–0       | Amistoso                                                  |
| 22. | 4 de setembro de 2017  | Stuttgart, Alemanha        | Noruega       | 1–0    | 6–0       | Eliminatórias da Copa do Mundo de 2018 - Europa (Grupo C) |
| 23. | 2 de junho de 2018     | Klagenfurt, Áustria        | Áustria       | 1–0    | 1–2       | Amistoso                                                  |

## Títulos
Werder Bremen
- Copa da Alemanha: 2008–09

Real Madrid
- Copa do Rei: 2010–11
- La Liga: 2011–12
- Supercopa da Espanha: 2012

Arsenal
- Copa da Inglaterra: 2013–14, 2014–15 e 2016–17
- Supercopa da Inglaterra: 2015

Seleção Alemã
- Euro Sub-21: 2009
- Copa do Mundo FIFA: 2014

### Prêmios individuais
- Campeonato Europeu de Futebol Sub-21 Jogador Da Final (1 gol, 2 assistências): Alemanha vs Inglaterra - 2009
- Jogador do Mês da Bundesliga: setembro de 2008 e novembro de 2009[carece de fontes?]
- Melhor jogador da metade da Bundesliga: 2008–09
- Seleção da Bundesliga: 2008–09, 2009-10
- Melhor jogador da temporada do Arsenal: 2015–16
- Melhor jogador do ano da Seleção Alemã: 2011, 2012, 2013, 2015, 2016
- Melhor Jogador Alemão do Ano atuando Fora da Alemanha: 2011, 2016
- 11° Melhor Jogador do Mundo pela FIFA: 2010
- Melhor Meio-campista Ofensivo do Mundo pela FIFA: 2016
- 23º melhor jogador do ano de 2016 (The Guardian)[43]
- 27º melhor jogador do ano de 2016 (Marca)[44]
- Décimo melhor jogador do Mundo pela revista "Four Four Two": 2011
- Quarto melhor criador de jogadas do Mundo pelo IFFHS: 2011
- Quinto melhor criador de jogadas do Mundo pelo IFFHS: 2012
- Segundo melhor criador de jogadas do Mundo pelo IFFHS: 2013
- Terceiro gol mais bonito da Copa do Mundo de 2010
- Silberne Lorbeerblatt: 2010 (Prêmio entregue ao melhor esportista alemão do ano)
- Bambi (prêmio): 2010, na categoria "Integração"[45]
- Equipe da Euro: 2012
- Time do Ano da UEFA: 2012, 2013

### Líder de Assistências
- Europa League de 2009-10 (6 assistências)
- Bundesliga de 2009–10 (13 assistências)
- Copa do Mundo FIFA de 2010 (3 assistências)
- Liga dos Campeões da UEFA de 2010–11 (7 assistências)
- La Liga de 2011–12 (17 assistências)
- Eurocopa de 2012 (3 assistências)
- Premier League de 2015–16 (19 assistências)

### Recordes
- Jogador com mais assistências em todas as competições por nível de clube na temporada de 2010–11: 26 assistências
- Jogador com mais assistências por nível de clube & seleção no ano de 2012: 29 assistências
- Jogador com mais assistências por nível de clube & seleção no ano de 2013: 30 assistências
- Jogador com mais assistências em uma única temporada da Champions League: 7 assistências em 2010–11
- Jogador mais rápido à dar 10 assistências em uma única temporada da Premier League: necessitou apenas de 11 jogos
- É o dono do recorde de maior número de oportunidades de gol criadas em uma única temporada da Premier League: 146 em 2015–16
- É o dono do recorde de maior número de jogos seguidos dando pelo menos uma assistência na história da Premier League: 6 em 2015–16